# Питерборо Юнайтед
«Пи́терборо Юна́йтед» (полное название — Футбольный клуб «Питерборо Юнайтед»; англ. Peterborough United Football Club, английское произношение: [ˈpiːtərbərə ju:ˈnaɪtɪd 'futbɔ:l klʌb]) — английский профессиональный футбольный клуб из города Питерборо, графство Кембриджшир, Восточная Англия. Основан в 1934 году.
В настоящее время выступает в Лиге 1, третьем по значимости дивизионе в системе футбольных лиг Англии.
Клубное прозвище — «пош» (The Posh). Основные противники клуба — «Кембридж Юнайтед», «Нортгемптон Таун» и «МК Донс».

## Титулы
- Третий дивизион Футбольной лиги:
  - 1991/92

- Четвёртый дивизион Футбольной лиги:
  - 1960/61, 1973/74

- Трофей Футбольной лиги:
  - 2013/14, 2023/24, 2024/25

## Рекорды
В марте 2011 года клуб объявил о начале продаж сезонных абонементов стоимостью 15 тысяч фунтов — почти в семь раз дороже, чем самый дорогой абонемент в Премьер-лиге. Помимо удовольствия лицезреть любимую команду с самых лучших мест, обладатели эксклюзивных абонементов, если таковые, конечно, найдутся, будут получать в неограниченном количестве бесплатную еду и напитки, смогут общаться с игроками команды, а также будут регулярными гостями одного из директоров клуба на выездных матчах.
Кроме того, «Питерборо» предложил и 50 «пожизненных» абонементов чуть «подешевле» — по 12 тысяч фунтов. Они рассчитаны на 75 лет и включают в себя кубковые и товарищеские матчи, а в случае смерти его обладателя могут быть переданы членам семьи. Можно их продать и третьей стороне.